# 魷魚絲
魷魚絲是一種乾燥、切絲、調味的海鮮產品，由魷魚或墨魚製成，常見於亞洲沿海國家、俄羅斯和夏威夷。

## 歷史和起源
歷史上，魷魚常見於東亞和東南亞的太平洋沿岸地區。在包裝形式開始運往英語地區後，這種海鮮的日文鯣和中文魷魚絲被翻譯為「dried shredded squid」並印在包裝上。這種小吃在1970年代在香港流行、銷售和消費。魷魚絲開始在澳門出售，作為杏仁餅乾的補充。在中國，它通常被認為是一種輕食，在大城市的許多百貨公司都有袋裝出售。在日本，魷魚絲被普遍用作お摘み（喝酒時吃的零食）。在韓國料理中，魷魚絲被當作按酒（喝酒時吃的食物）和飯饌（小配菜）食用，例如這道菜오징어채볶음，它是通過炒魷魚絲和苦椒醬、大蒜及엿（玉米糖漿狀調味品）的混合物調味製成的。在新加坡，當它在Mama shop出售時，它也受到老一輩人的歡迎。在1992年新加坡口香糖禁令之前，食品製造公司 Ken Ken 在 1970 年代將其作為東方人的口香糖銷售。

## 準備

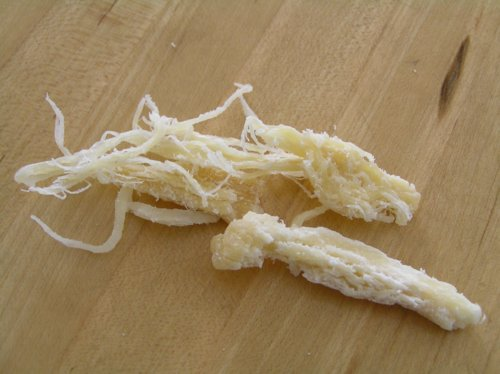
拇指大小的單鏈

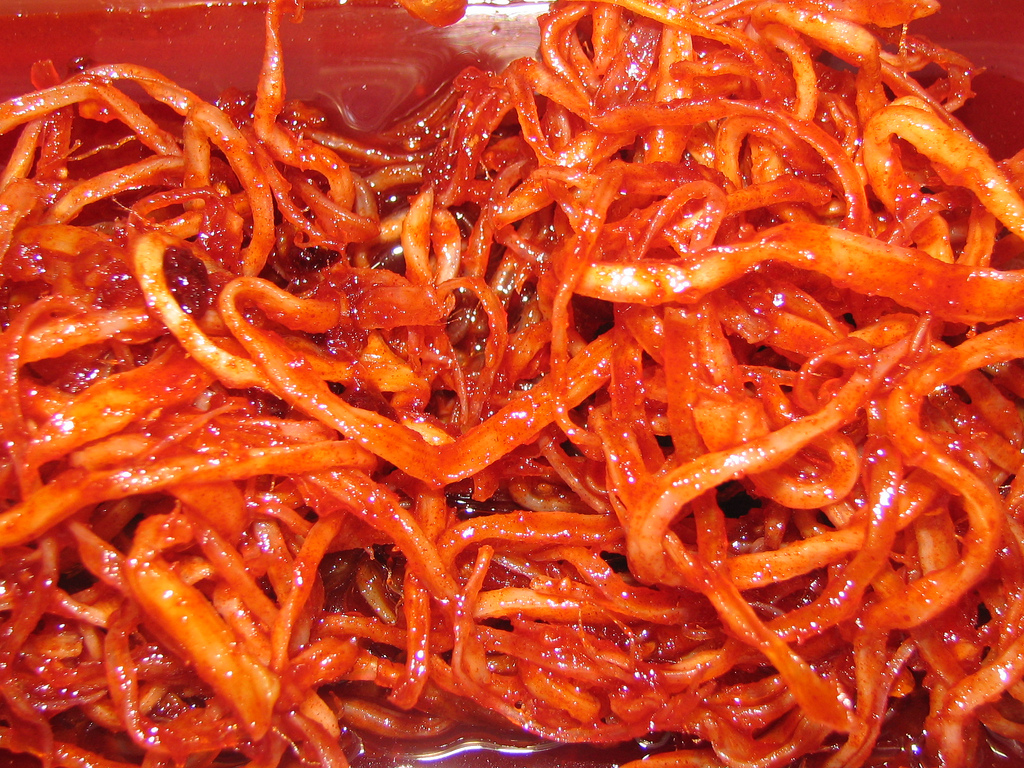
오징어채볶음，一種韓國料理，以苦椒醬為基礎的醬汁炒製。

北太平洋魷魚被分成不同的部分並剝皮； 在 65–80 °C 下煮 3–5 分鐘； 並在低於 20 °C 的溫度下冷卻、磨碎和調味四個多小時。糖、鹽、山梨糖醇、甜味劑、有機酸和味精是典型的添加劑。 然後將它們在 40–45 °C 下乾燥 12–20 小時，直到水分含量達到 40%。然後在冷藏室中陳化兩週或更長時間，並在 110–120 °C 的較高溫度下乾燥 3–5 分鐘。然後將其用機器切碎並進行第二次調味，然後再次乾燥至水分含量降低至 25-27%。 在此階段，顏色為黃色或褐色。 魷魚身上的氨基酸隨著儲存時間的延長而呈棕色。 真空包裝或充氮包裝也會增加褐變。 消費者通常不希望過度褐變。

## 包裝
當今亞洲國家最常見的分銷方式是預包裝格式。 這些袋子通常是密封的，以保持魷魚的嚼勁和韌性。 根據進行包裝或準備的公司，每個品牌通常都有自己添加的味精比例。
未包裝的版本比某些專賣店傳統上可用的要少得多，通常在牛肉乾旁邊出售。

## 文化意義
「東方口香糖」是新加坡小吃 Pon Pon 的標語，它是經過調味和準備好的魷魚絲。它於 1960 年代初期在新加坡以 Pon Pon 的名稱出售，後來在 1992 年新加坡禁止口香糖之前以 Ken Ken 的名稱出售。這個概念在新加坡人中根深蒂固。 在巧克力和薯條等現代零食出現之前，許多年長的新加坡人都是吃這種墨魚零食長大的。Ken Ken Cuttlefish 仍然可以在新加坡的所有主要超市買到。
Ken Ken準備的墨魚「東方人的口香糖」是老新加坡人記憶中的懷舊小吃之一，就像大白兔奶糖和山楂餅一樣。這種小吃在新加坡街頭的Mama shop出售。這些是為舊新加坡社區提供日常便利設施和小吃的小雜貨店。 這是在大型連鎖超市進入之前，導致mama shop的生存競爭加劇。 老一輩人喜愛的熟墨魚等零食正在慢慢被淘汰。年輕一代的新加坡人更加西化，不太可能形成對傳統小吃的品味。 這種帶有標誌性綠色和白色包裝的小吃在聖淘沙的新加坡形象博物館展出。

## 味道和質地
來自 The Village Voice 的 Joe Distefano 將其描述為「纖維狀的碎屑剛好有嚼勁，可以讓你的下巴得到輕微的鍛煉。 大量的糖、辣椒和鹽有助於使古怪的魚腥味更加圓潤。」

## 污染
新聞報導稱，在香港包裝的魷魚絲中發現了砷和其他有毒金屬。